# Yves Vandewalle
Yves Vandewalle, né le 5 juin 1950 à Fribourg-en-Brisgau (Allemagne), est un homme politique français.
Il est membre des Républicains.

## Biographie
Maire de Lévis-Saint-Nom, il est président du parc naturel régional de la haute vallée de Chevreuse de 1998 à 2021.
Pour les élections législatives de 2007, il est suppléant de Valérie Pécresse, la députée sortante de la deuxième circonscription des Yvelines. Celle-ci est réélue le 10 juin 2007, en obtenant 54,80 % des voix dès le premier tour. Elle est nommée dans le gouvernement François Fillon (2) le 19 juin. Yves Vandewalle devient député le 20 juillet 2007 en remplacement. Il siège au sein du groupe UMP.
Il est le père d'Anne Grignon, qui lui succède à la mairie de Lévis-Saint-Nom.

## Mandats
Député
- 20 juillet 2007 - 19 juin 2012 : Député de la deuxième circonscription des Yvelines

Conseiller général/départemental
- 19 mars 2001  - 27 juin 2021 : membre du conseil départemental des Yvelines (élu dans le canton de Chevreuse puis dans le canton de Maurepas)
- De juillet 2009  à 2014 : Vice-président du Conseil général

Conseiller municipal / Maire
- 12 mars 1989 - 10 juin 1995 : maire de Lévis-Saint-Nom
- 11 juin 1995 - 18 mars 2001 : maire de Lévis-Saint-Nom
- Depuis le 19 mars 2001 : conseiller municipal de Lévis-Saint-Nom